# Bayzhansay
Bayzhansay är en ort i Kazakstan.   Den ligger i oblystet Sydkazakstan, i den södra delen av landet, 900 km söder om huvudstaden Astana. Bayzhansay ligger 1 037 meter över havet och antalet invånare är 2 384.
Terrängen runt Bayzhansay är lite kuperad. Runt Bayzhansay är det mycket glesbefolkat, med 6 invånare per kvadratkilometer. Det finns inga andra samhällen i närheten. Trakten runt Bayzhansay består i huvudsak av gräsmarker.